# 정창현 (바둑 기사)
정창현(鄭昌鉉, 1938년 4월 4일 ~ 1983년 1월 11일)은 대한민국의 전 바둑 기사이다.

## 약력
1961년 프로 바둑에 입단했다. 1964년 패왕전에서 윤기현을 누르고 우승했고 1967년 왕위전에서 김인에게 패해 준우승에 머물렀다. 1973년 명인전에서 서봉수에게 패했고 1974년 백남배에서 김인에게 져서 각각 준우승을 했다. 1974년 제1회 기왕전에서 하찬석를 물리치고 우승했지만 1975년 제2회 대회에서는 김희중에게 패해 준우승에 머물렀다. 1976년 MBC 국기전에서 준우승을 했다. 1979년 7단으로 승단했고, 1983년 1월에 지병으로 별세했다.